# Zarasai

Zarasai é uma cidade no nordeste da Lituânia, rodeada por muitos lagos e rios e perto da fronteira Letónia-Lituânia. O grande numero de recursos e atrações naturais criaram um ambiente propicio à pratica de actividades turísticas e de serviços de saúde e bem-estar, fazendo desta cidade um local conhecido para todos aqueles que desejam um retiro tranquilo para relaxar.
Na atualidade não existe uma data precisa nem existe um documento com peso histórico suficiente que possa dizer uma data certa de quando a cidade foi fundada. Contudo, muitos concordam que foi no final do século XV - o inicio do século XVI é considerado o inicio do desenvolvimento da cidade de Zarasai.
Sob domínio polaco, a cidade foi designada como Jeziorosy. Em 1836 o seu nome mudou para Novoalexadrovsk em honra do filho do Czar Nicolau II Alexei. Este nome manteve-se até 1918. Entre 1919 e 1929 a cidade, agora na Lituânia independente, era chamada de Ezerenai. Desde 1929 que tem o nome de Zarasai.
Na segunda guerra mundial, após a operação Barbarossa de junho de 1941, o exército alemão invadiu a região. Os primeiros massacres de judeus tiveram lugar a partir de 26 de agosto de 1941 sob direção do Obersturmbannführer Hamman, sendo 2569 das vítimas originárias de Zarasai e arredores assassinados na floresta por um comando EZ N°3 e colaboradores Liguanos . Apenas existiam 14 judeus em Zarasai em 1989.
Zarasai é também conhecida por ser a cidade onde se registou a temperatura mais alta em território lituano (37,5ºC).
Uma das maiores rotas comerciais entre Riga e Pskov atravessava este mesmo território. O ano de 1506 é oficialmente considerado como a data em que a cidade terá sido fundada. Em 2006 a cidade comemorou o seu 500.º aniversário. 